# Buraca
Buraca ist eine Freguesia (Gemeinde) im Concelho (Kreis) von Amadora. Auf einer Fläche von 1,7 km² wohnen 16.295 Einwohner (Stand 30. Juni 2011). Die Bevölkerungsdichte beträgt somit 9736 Einwohner je km².
Schutzpatron der Gemeinde ist Nossa Senhora Mãe de Deus.

## Wirtschaft
Im äußersten Süden der Gemeinde befindet sich eine der größten Einkaufsstraßen von Grande Lisboa, es erstreckt sich auch auf die Gemeinden Alfragide und vor allem Carnaxide im Kreis Oeiras.

## Öffentliche Einrichtungen

### Staatliche Einrichtungen
Die Gemeinde beheimatet den Generalstab der Força Aérea Portuguesa (portugiesischen Luftwaffe), den Sitz des Instituto Nacional de Engenharia, Tecnologia e Inovação (Nationales Institut für Ingenieurwesen, Technologie und Innovation) und das Direcção-Geral do Ambiente (Umweltamt).

## Kultur und Sehenswürdigkeiten

### Bauwerke
- Aqueduto das Águas Livres